# Уильям де Феррерс, 5-й граф Дерби
Уильям (III) де Феррерс (англ. William de Ferrers; ум. 28 марта 1254) — 5-й граф Дерби с 1247, сын Уильяма (II) де Феррерса, 4-го графа Дерби, и Агнесы (Алисы) Честерской.

## Биография
Когда он родился неизвестно. После смерти отца в 1247 году Уильям унаследовал обширные владения, в состав которых входила значительная часть Дербишира, включая область, известную как устье Даффилда. Кроме того, от матери Уильям унаследовал владения, центром которых был замок Чартли.
От короля Генриха III Уильям получил много милостей.
Как и отец, Уильям с молодых лет страдал от подагры, из-за чего всегда путешествовал на носилках. Однажды он выпал из носилок на мосте в Сент-Неотсе (Хантингдон). Хотя он и избежал смерти, но окончательно оправиться от полученных ранений Уильям так и не смог. Он умер 28 марта 1254 года, оставив от двух браков многочисленное потомство. Ему наследовал Роберт (III) де Феррерс, старший сын от второго брака с Маргарет де Квинси, дочери Роджера де Квинси, 2-го графа Уинчестера, и Хелен Гэллуэйской. Второй сын, Уильям (I) Феррерс из Гроуби, по завещанию отца получил поместья Фейрстид, Стеббинг и Вудхэм в Эссексе, а от матери унаследовал поместье Гроуби в Лестершире и Ньюботтл в Нортгемптоншире, а также часть владений в Шотландии. Он стал родоначальником ветви Феррерсов из Гроуби.
Похоронен Уильям был в аббатстве Меревейл в Уорикшире.

## Брак и дети
1-я жена: до 14 мая 1219 Сибилла Маршал (ум. до 1238), дочь Уильяма Маршала, 1-го графа Пембрука, и Изабеллы де Клер. Дети:
- Агнесса де Феррерс (ум. 11 мая 1295); муж: ранее 1244 Уильям де Весси из Алника и Мэлтона (ум. до 7 октября 1253)
- Изабелла де Феррерс (ум. до 26 ноября 1260); 1-й муж: ранее 18 июня 1240 Гилберт Бассет II из Уикомба (ум. 31 июля 1241); 2-й муж: с 1243 Рейнольд де Моэн из Данстера (ум. 20 января 1258)
- Матильда де Феррерс (ум. 11 марта 1299); 1-й муж: Симон де Кайм из Кайма (ум. 10 июля 1248); 2-й муж: с 30 июля 1248/26 мая 1250 Гильом де Вивон Храбрый (ум. 22 мая 1259); 3-й муж: с 28 апреля 1264 (контракт) Эмери IX (ум. 1284/1288), виконт де Рошешуар
- Сибила де Феррерс; муж: Фрэнсис де Богун из Мидхёрста (ум. 14 сентября 1273)
- Элеанор де Феррерс (ум. до 25 октября 1274); 1-й муж: Уильям де Во из Тэрстона и Виссета (ум. до 14 сентября 1252); 2-й муж: ранее 5 декабря 1252 Роджер де Квинси (ум. 25 апреля 1264), 2-й граф Уинчестер с 1219
- Джоан де Феррерс (ум. ок. октября 1267); 1-й муж: Джон де Моэн из Данстера (ум. 1253/1254); 2-й муж: с августа 1256 или ранее Роберт Огильон из Уоттона и Перчинга (ум. 15 февраля 1286)
- Агата де Феррерс (ум. 21 мая 1306); муж: после 26 мая 1250 Хью де Мортимер из Челмарша (ум. до июня 1275)

2-я жена: с 1238 Маргарет де Квинси (ум. до 12 марта 1281), дочь Роджера де Квинси, 2-го графа Уинчестера, и Хелен Гэллуэйской. Дети:
- Роберт (III) де Феррерс (ок. 1239 — 1279, ранее 29 апреля), 6-й граф Дерби в 1254—1266, титул конфискован в 1266 году
- Уильям (I) Феррерс из Гроуби (ок. 1240 — до 20 декабря 1287)
- Агнесса де Феррерс (ум. 11 мая 1290); муж: Роберт де Мускегрос[1]
- Маргарет де Феррерс[1]
- Джоан де Феррерс (ум. 19 марта 1310); муж: с 1267 Томас де Беркли (1245 — 23 июля 1321), 1-й барон Беркли с 1295
- Элизабет де Феррерс (ум. 1297); 1-й муж: Уильям Маршал из Нортона (ум. 1265); 2-й муж: Давид III ап Грифид (ок. 1235 — 3 октября 1283), принц Уэльский с 1282
- Берта де Феррерс[1]